# Нікіфоровка (Кармаскалинський район)
Нікі́форовка (рос. Никифоровка, башк. Никифоровка) — присілок у складі Кармаскалинського району Башкортостану, Росія. Входить до складу Єфремкинської сільської ради.
Населення — 17 осіб (2010; 17 в 2002).
Національний склад:
- башкири — 59 %
- росіяни — 29 %